# Nisa (Turquemenistão)
Nisa, também chamada Partaunisa na Antiguidade, foi uma cidade antiga, localizada nas proximidades da aldeia moderna de Baguir, a 18 quilômetros de Asgabade, no Turquemenistão. Nisa foi descrita por alguns autores antigos como uma das primeiras capitais dos partas. Tradicionalmente, teria sido fundada por Ársaces I (r. 250–211 a.C.), e seria a necrópole real dos reis partas, embora não se tenha sido possível descobrir até hoje se a fortaleza descoberta no local era uma residência ou um mausoléu.

## Escavações

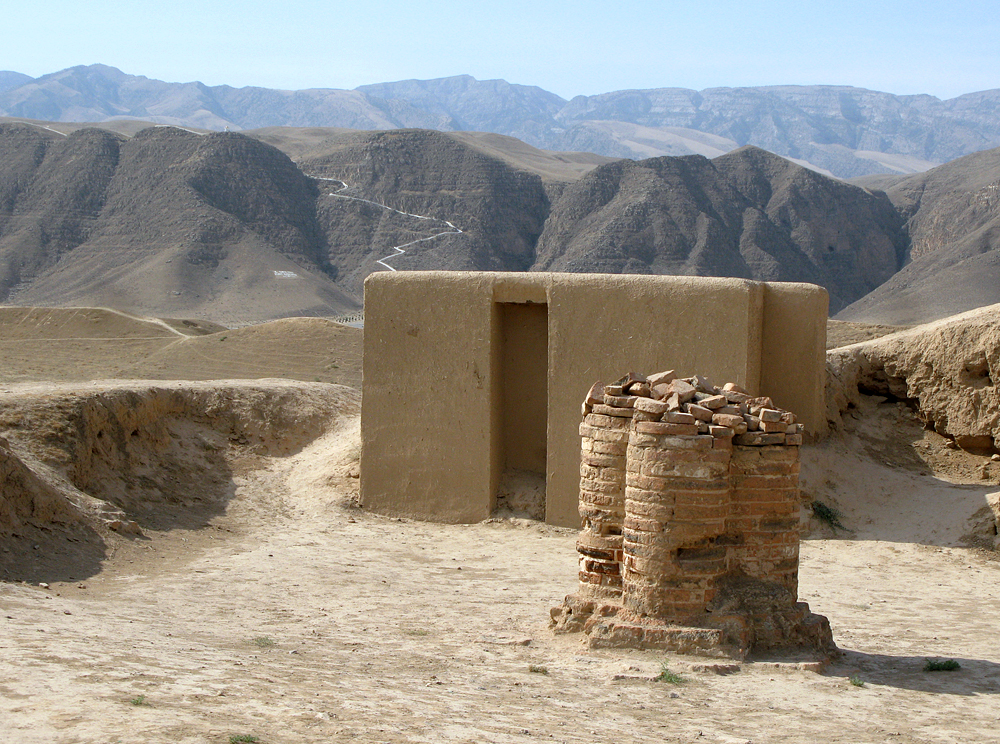
Ruínas de Nisa

As escavações em Nisa revelaram diversos edifícios importantes, mausoléus e santuários, diversos documentos com inscrições, e um tesouro que já havia saqueado. Diversas obras de arte helenística foram descobertos, bem como muitos ritões de marfim, moedas decoradas com temas iranianos ou cenas mitológicas clássicas.
Nisa foi renomeada posteriormente Mitradacerta (Mithradatkirt; "fortaleza de Mitrídates"), por Mitrídates I da Pártia (r. 171–138 a.C.). A cidade foi totalmente destruída por um terremoto primeira década a.C.
A fortaleza de Nisa foi declarada Patrimônio Mundial pela UNESCO em 2007.